# Emoia popei
Espèce
Synonymes
- Emoia submetallica popei Brown, 1953

Emoia popei est une espèce de sauriens de la famille des Scincidae.

## Répartition
Cette espèce est endémique de Papouasie-Nouvelle-Guinée.

## Étymologie
Cette espèce est nommée en l'honneur de Clifford Hillhouse Pope.

## Publication originale
- Brown, 1953  : Results of the Archbold Expeditions. No. 69 A review of New Guinea lizards allied to Emoia baudini and Emoia physicae (Scincidae). American Museum Novitates, no 1627, p. 1-25 (texte intégral).